# Hugh Hudson
Hugh Hudson (Londra, 25 agosto 1936 – Londra, 10 febbraio 2023) è stato un regista britannico, candidato al premio Oscar al miglior regista nel 1982 per la regia di Momenti di gloria.

## Biografia
Ottenne un apprezzabile successo grazie al film Greystoke - La leggenda di Tarzan, il signore delle scimmie (1984): altri film da lui realizzati furono Revolution e Sognando l'Africa.
Fu anche uno dei maggiori registi di film documentari degli anni sessanta e di spot pubblicitari degli anni '80, realizzando uno spot per British Airways.
Hudson è morto il 10 febbraio 2023.

## Vita privata
Nel 1977 sposò la pittrice Susan Caroline Michie, da cui ebbe un figlio, nato nel 1978. Dopo il divorzio, passò a nuove nozze nel 2003 con l'attrice Maryam d'Abo, sua fidanzata da quattro anni.

## Filmografia

### Regista
- Fangio - Una vita a 300 all'ora (1981) - documentario
- Momenti di gloria (Chariots of Fire) (1981)
- Greystoke - La leggenda di Tarzan, il signore delle scimmie (Greystoke: The Legend of Tarzan, Lord of the Apes) (1984)
- Revolution (1985)
- Lost Angels (1989)
- Lumière and Company (1995) - documentario
- La mia vita fino ad oggi (My Life So Far) (1999)
- Sognando l'Africa (I Dreamed of Africa) (2000)
- Rupture: Living With My Broken Brain (2012) - documentario
- Altamira (2016)

### Sceneggiatore
- Il mio amico Nanuk (Midnight Sun), regia di Roger Spottiswoode e Brando Quilici (2014)
- Il ragazzo e la tigre (Ta'igara: An adventure in the Himalayas), regia di Brando Quilici (2022)

### Produttore
- Greystoke - La leggenda di Tarzan, il signore delle scimmie (Greystoke: The Legend of Tarzan, Lord of the Apes) (1984)

## Riconoscimenti

### Premio Oscar
- 1982 - Candidatura al miglior regista per Momenti di gloria